# هنري كول (شاعر)
هنري كول (بالإنجليزية: Henri Cole)‏ هو شاعر أمريكي، ولد في 1956 في فوكوكا في اليابان.